# Dmitrij Loginov
Dmitrij Alekseevič Loginov (in russo Дмитрий Алексеевич Логинов?; Divnogorsk, 2 febbraio 2000) è uno snowboarder russo.

## Biografia
Originario di Divnogorsk e specializzato nello snowboard alpino, Dmitrij Loginov ha esordito a livello internazionale il 15 ottobre 2015, in Coppa Europa di snowboard, classificandosi 33º nello slalom parallelo di Landgraaf.
Campione mondiale juniores nella stessa disciplina nell'aprile 2016 a Rogla, il 15 dicembre dello stesso anno ha debuttato in Coppa del Mondo a Carezza, giungendo 49º nello slalom gigante parallelo, disciplina nella quale, nel febbraio 2017, ha vinto la medaglia d'oro al XIII Festival olimpico invernale della gioventù europea disputato a Erzurum. Il mese successivo ha preso parte ai suoi primi campionati mondiali a Sierra Nevada 2017, classificandosi al nono posto nello slalom gigante parallelo e senza riuscire a superare le qualificazioni dello slalom parallelo, chiudendo 39º. Ai Mondiali juniores di Klínovec 2017 vince la medaglia d'argento in entrambe le discipline del parallelo.
Ha partecipato alle Olimpiadi di Pyeongchang 2018 giungendo ultimo nella fase di qualificazione dello slalom gigante parallelo. Ai campionati mondiali juniores di Cardrona 2018 si è laureato per la seconda volta campione nello slalom parallelo, oltre ad aggiudicarsi pure la gara di slalom gigante parallelo. Ha replicato il doppio successo ai Mondiali di Park City 2019 imponendosi in entrambe le discipline dello snowboard alpino, mentre alla rassegna juniores di Rogla 2019 vince il gigante parallelo e il parallelo a squadre, in coppia con Anastasija Kuročkina. Ai mondiali juniores di Lachtal 2020, invece, vince tutte le gare di parallelo in programma. Ai Mondiali di Rogla 2021 ha confermato la medaglia d'oro nello slalom gigante parallelo e ha ottenuto il bronzo nello slalom parallelo.
Partecipa ai Giochi Olimpici di Pechino 2022, venendo eliminato agli ottavi di finale dal compagno di squadra Vic Wild.

## Palmarès

### Mondiali
- 4 medaglie:
  - 3 ori (slalom gigante parallelo e slalom parallelo a Park City 2019; slalom gigante parallelo a Rogla 2021)
  - 1 bronzo (slalom parallelo a Rogla 2021)

### Mondiali juniores
- 10 medaglie:
  - 8 ori (slalom parallelo a Rogla 2016; slalom gigante parallelo e slalom parallelo a Cardrona 2018; slalom parallelo e parallelo a squadre a Rogla 2019; slalom parallelo, slalom gigante parallelo e parallelo a squadre a Lachtal 2020)
  - 2 argenti (slalom gigante parallelo e slalom parallelo a Klínovec 2017)

### Festival olimpico della gioventù europea
- 1 medaglia:
  - 1 oro (slalom gigante parallelo a Erzurum 2017)

### Coppa del Mondo
- Miglior piazzamento nella Coppa del Mondo di parallelo: 3º nel 2020 e nel 2021
- Miglior piazzamento nella Coppa del Mondo di slalom gigante parallelo: 3º nel 2020
- Miglior piazzamento nella Coppa del Mondo di slalom parallelo: 2º nel 2018 e nel 2021
- 11 podi:
  - 5 vittorie
  - 5 secondi posti
  - 1 terzo posto

#### Coppa del Mondo - vittorie
| Data            | Luogo         | Paese    | Disciplina |
| --------------- | ------------- | -------- | ---------- |
| 12 gennaio 2018 | Bad Gastein   | Austria  | PSL        |
| 1º marzo 2020   | Blue Mountain | Canada   | PGS        |
| 6 febbraio 2021 | Bannoye       | Russia   | PGS        |
| 7 febbraio 2021 | Bannoye       | Russia   | PSL        |
| 8 gennaio 2022  | Scuol         | Svizzera | PGS        |

Legenda:

PSL = slalom parallelo

PGS = slalom gigante parallelo